# Семёнов, Андрей Владимирович
Андрей Владимирович Семёнов (род. 17 июня 1977) — боец смешанного стиля из России. Принимал участие в турнирах под эгидой M-1, UFC и PRIDE. Он выступал с 1998 года и запомнился своей техникой борьбы, в первую очередь – бросковой техникой самбо. Последний бой он провёл в 2012 году.
В настоящее время советник губернатора СПБ.

## Биография
Образование - Военный инженерно-технический университет.
Единоборствами занимается с 5-го класса. Закончил музыкальную школу (класс гитара).

В 2000 году стал чемпионом мира по "Mix-Fight". В 2007 году принял участие в MMA-турнире «Россия против Мира», проходившего в московских «Лужниках».

## Таблица выступлений
В MMA Андрей Семёнов провёл 40 боёв, большинство из которых он выиграл.

## Фильмография
- 2000 "Улицы разбитых фонарей-3. Макароны по-скотски" (эпизод)
- 2001 Сёстры  (эпизод)
- 2003 Вечерний звон  (молодой пожарный)
- 2003 Игра без правил  (Леха)
- 2004 Темная ночь  (Саша - главная роль)
- 2008 Десантный батя  (сержант Сенцов)
- 2008 Ставка на жизнь  (боец)
- 2009 Доки  (Андрей Семёнов - главная роль)
- 2011 Ментовские войны-5, фильм №3 "Лицом к лицу"  ( Игорь Алюков (Левкоев), киллер)
- 2012 Товарищи полицейские. Убойный отдел. 29-я серия "Рождённые круглыми не умирают квадратными". (Денис Агашков)
- 2013 Государственная защита-3. Фильм №2 "Ложное движение"  ("Пуля")
- 2014 Гончие-6 (главная роль - Белояров)
- 2016 Спарта  – Андрей Филатов
- 2019 Русский рейд – отец Никиты (эпизод)

Андрей Семёнов играл главную роль в фильме Дмитрия Астрахана Темная ночь, вышедшем в 2004 году. По словам Вадима Финкельштейна, съёмки отрицательно сказались на выступлениях.
В 2010 году Семёнов снялся в 9-й серии реалити-шоу «M-1 Fighter».